# АЭС Графенрайнфельд
АЭС Графенрайнфельд (нем. Kernkraftwerk Grafenrheinfeld, KKG) — бывшая атомная электростанция в в Баварии, в коммуне Графенрайнфельд, старейшая АЭС Германии. Функционировала с 1982 по 2015 годы. С мощностью 1345 МВт до своего закрытия станция обеспечивала более 11 % энергопотребления в Баварии.  

## История
Строительство одноблочной АЭС Графенрайнфельд началось в 1975 году. Реактор мощностью 1275 МВт (нетто) работал с 1982 по 2015 год. Был закрыт в июне 2015 года в соответствии с решением Германии о поэтапном отказе от ядерной энергетики, принятым после аварии на Фукусимской АЭС в Японии в 2011 году. 
Станция, управлявшаяся компанией E.On, для вывода из эксплуатации и демонтажа была передана компании PreussenElektra.
Согласно разрешению, выданному в 2018 году, сперва были удалены топливные элементы и 12 100 компонентов; было демонтировано, очищено и обработано около 3 100 тонн материала. Также были удалены внутренние части корпуса реактора. В декабре 2022 года было выдано второе разрешение, — на демонтаж станции и биологическую рекреацию территории.
Две 143-метровые градирни были снесены 16 августа 2024 года. Время подрыва было перенесено из-за сторонника атомной энергетики, в знак протеста взобравшегося в радиусе взрыва на высоту десяти метров на опору электропередач. Снос, привлекший внимание прессы и туристов, занял 30 секунд, в результате образовалось 55 000 тонн бетонных и стальных обломков. На освобожденной территории планируется организовать хранение демонтированных компонентов. По словам Маттиаса Арона, руководителя проекта по сносу, бетонный щебень будет использован для заполнения двух коллекторов под башнями.

## Галерея

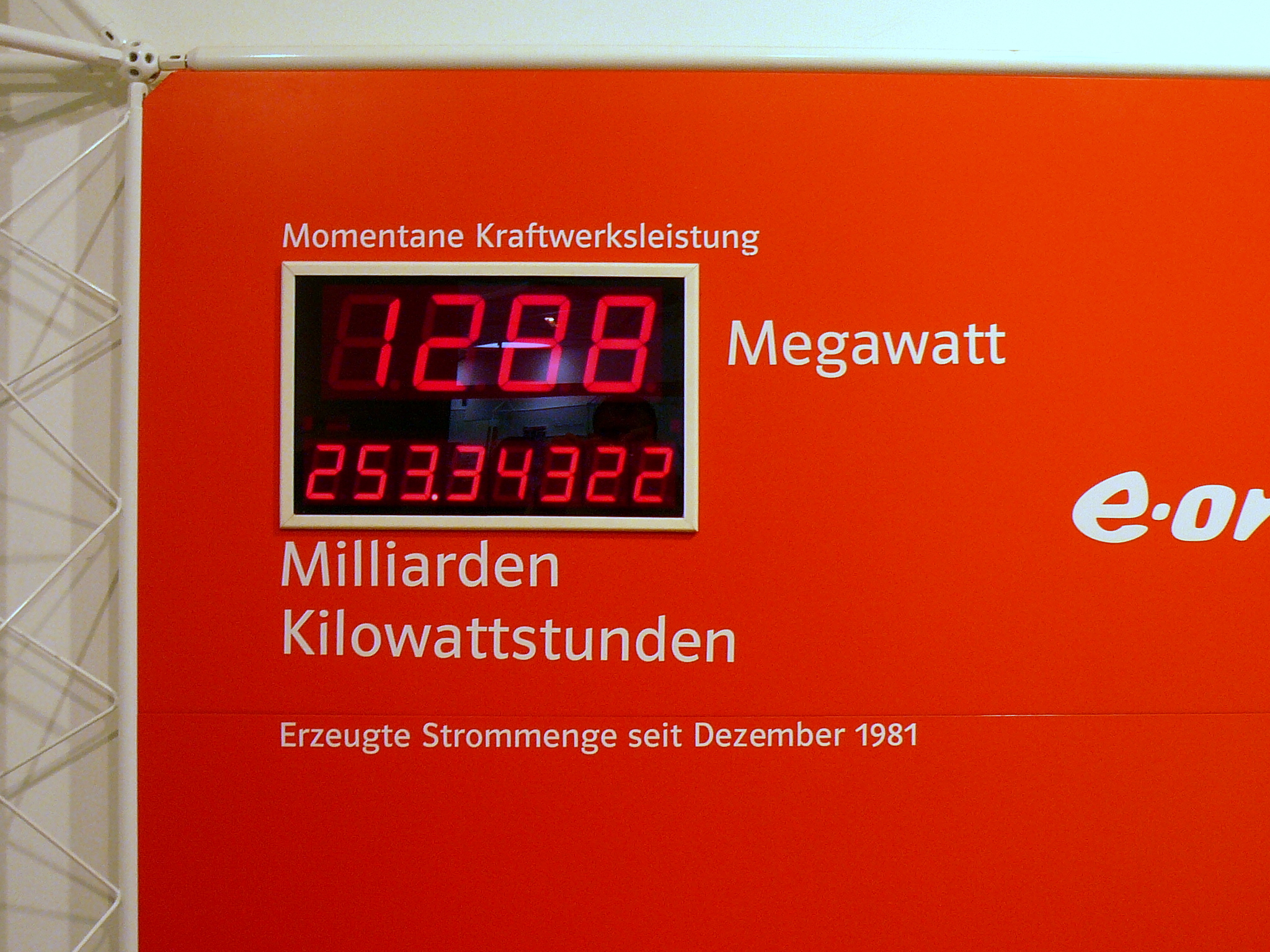
Электроэнергия, сгенерированная до 24 Июнь 2007
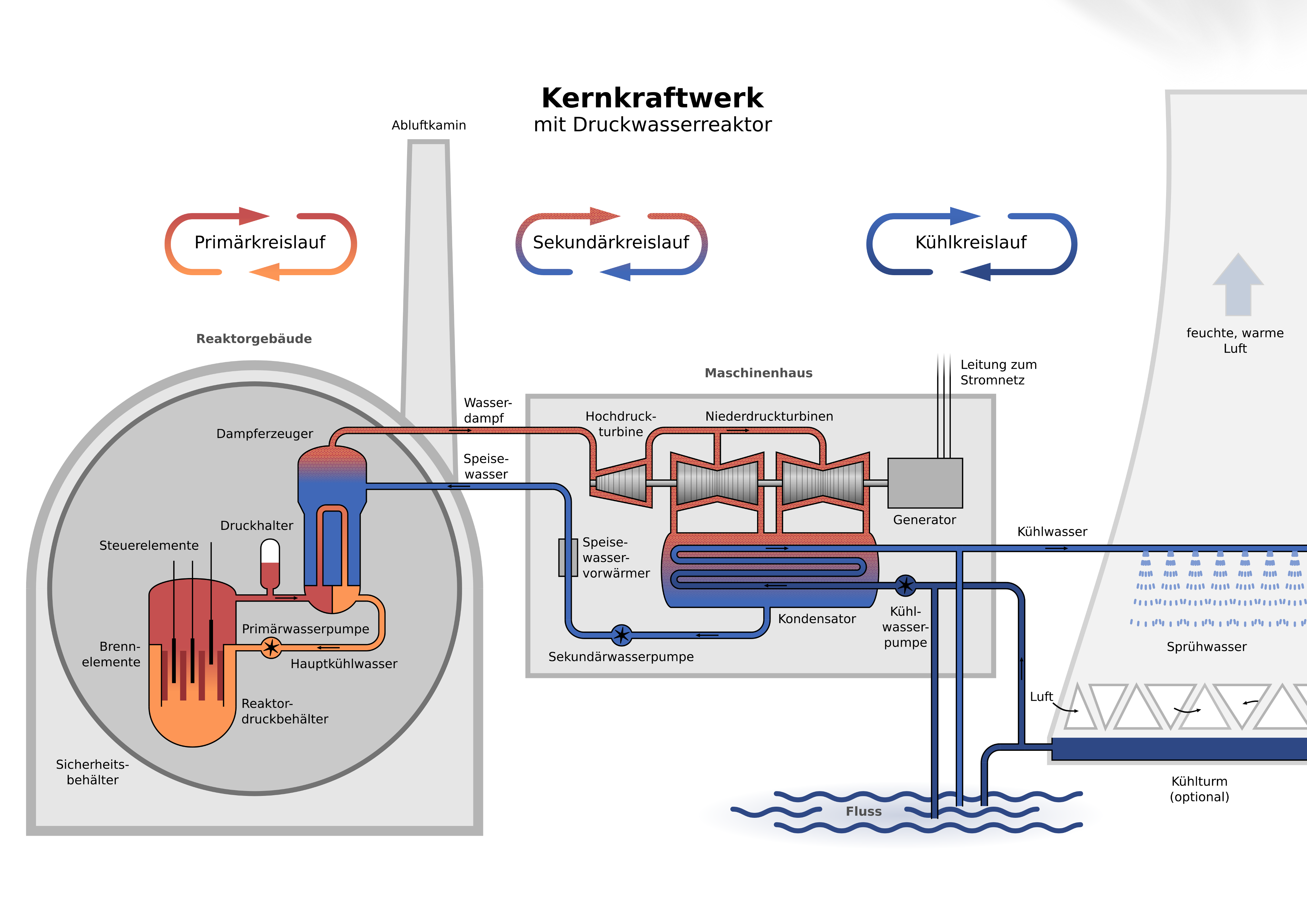
PWR (Vor-Konvoi)
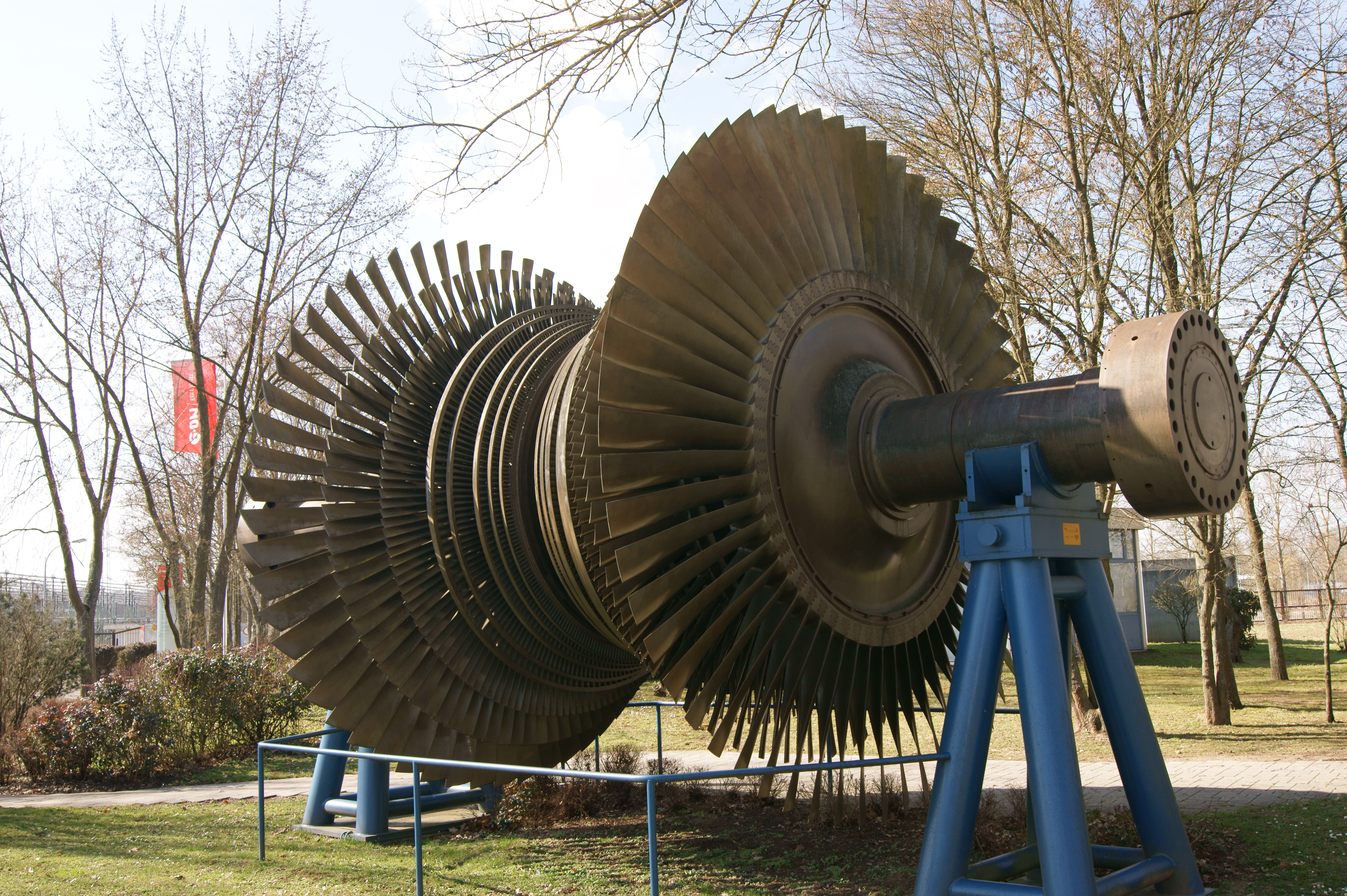
Изъятая из употребления турбина
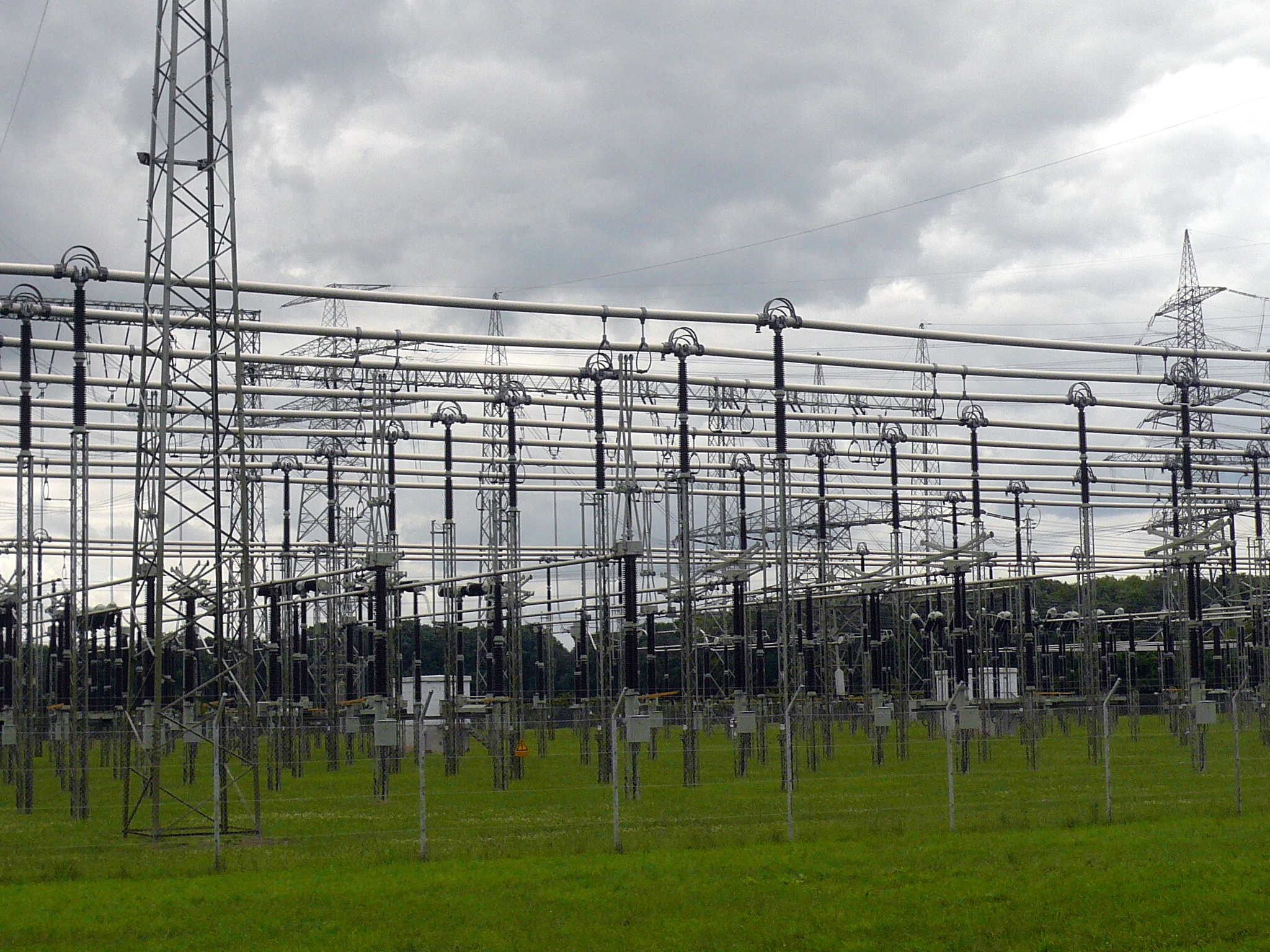
Подстанция
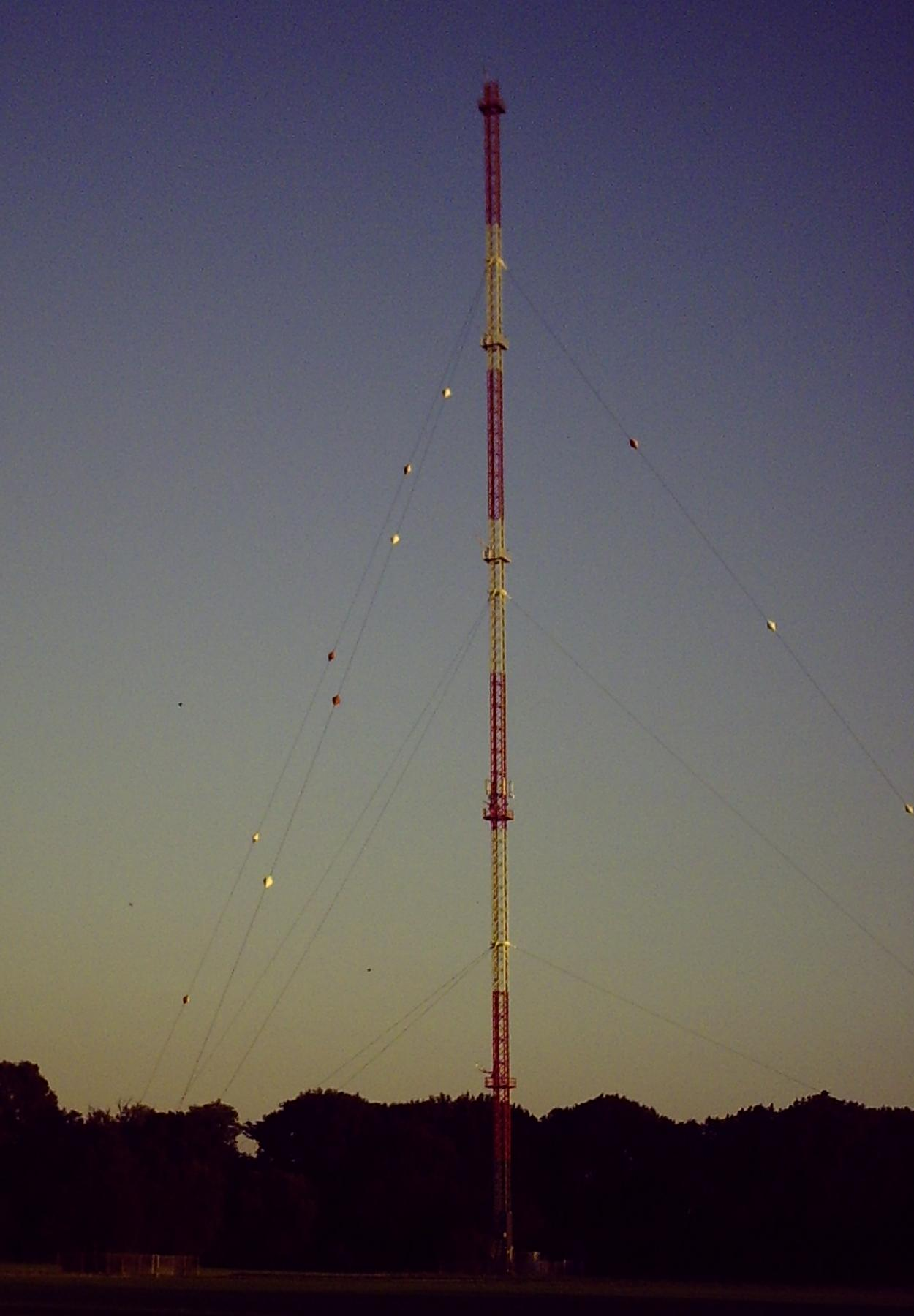
Метеомачта

## Информация о энергоблоках
| Энергоблок            | Тип реакторов    | Мощность | Мощность | Начало строительства | В сети     | Коммерческий пуск | Закрытие   |
| Энергоблок            | Тип реакторов    | Чистый   | Брутто   | Начало строительства | В сети     | Коммерческий пуск | Закрытие   |
| --------------------- | ---------------- | -------- | -------- | -------------------- | ---------- | ----------------- | ---------- |
| Grafenrheinfeld (KKG) | PWR (Пре-Конвой) | 1275 MВт | 1345 MВт | 01.01.1975           | 30.12.1981 | 17.06.1982        | 28.06.2015 |